# كيرستين أنير
كيرستين أنير (بالسويدية: Kerstin Anér)‏ (28 مارس 1920 - 23 نوفمبر 1991) كانت سياسية وكاتبة مسيحية سويدية.

## مهنة
عملت أنير في مجلة أدبية Bonniers 1946-1959 وفي الأسبوعية النسائية Idun 1951-1963، وكانت منتجة في سفريدجز راديو الفترة من 1956 إلى 1969. من 1976-1980 وكانت وزيرة الخارجية في وزارة التربية والتعليم.
وكانت عضوا في البرلمان السويدي 1969-1985 : في 1969-1970 تمثل مدينة ستوكهولم في مجلس النواب، وفي 1971-1976 يمثلون بلدية ستوكهولم (الدائرة بعد أن تم إعادة التسمية والبرلمان أصبح مجلس واحد)، وفي 1976-1985 تمثل مقاطعة ستوكهولم. ومن بين المشاركات البرلمانية الأخرى، كانت عضوا في لجنة الزراعة 1972-1976 ولجنة الثقافة في الفترة من 1979 إلى 1982. من 1975-1981 كانت ثاني رئيس نائب مجموعة من حزب الشعب الليبرالي. في البرلمان كانت نشطة في قضايا البحث والبيئة، وكانت من بين أول من أعطى الاهتمام لقضايا الخصوصية التي أثارتها الحوسبة.وشاركت في عدد من الاستفسارات الحكومية في القضايا بما فيها الخصوصية والتكنولوجيا الوراثية والطاقة.
كانة أنير نشطة لسنوات عديدة في الفرع السويدي من مؤسسة إنقاذ الطفل، وكانة رئيسهتا 1978-1983.
وكانت أيضا مفكرة حريصة تمثل وجهة نظر مسيحية، وتحدث على نطاق واسع في جميع أنحاء السويد في الكنائس وفروع الحزب الليبرالي الشعبية. ونشرت الكتابات المسيحية واثنين من التراتيل لها، «دو AR större على قفاز hjärta» و «Jublande lyfter السادس هار فارا يدوي»، تظهر في عام 1986 كنيسة السويد كتاب التراتيل.